# العلاقات الجورجية الليتوانية
العلاقات الجورجية الليتوانية هي العلاقات الثنائية التي تجمع بين جورجيا وليتوانيا.

## مقارنة بين البلدين
هذه مقارنة عامة ومرجعية للدولتين:
| وجه المقارنة                                              | جورجيا                          | ليتوانيا                                                    |
| --------------------------------------------------------- | ------------------------------- | ----------------------------------------------------------- |
| المساحة (كم2)                                             | 69.70 ألف                       | 65.30 ألف                                                   |
| عدد السكان (نسمة)                                         | 3.72 مليون                      | 2.79 مليون                                                  |
| الكثافة السكانية (ن./كم²)                                 | 53.37                           | 42.73                                                       |
| العاصمة                                                   | تبليسي، كوتايسي                 | فيلنيوس، كاوناس                                             |
| اللغة الرسمية                                             | اللغة الجورجية، اللغة الأبخازية | اللغة الليتوانية                                            |
| العملة                                                    | لاري جورجي                      | ليتاس ليتواني، يورو                                         |
| الناتج المحلي الإجمالي (بليون دولار)                      | 15.16 مليار                     | 47.17 مليار                                                 |
| الناتج المحلي الإجمالي (تعادل القوة الشرائية) بليون دولار | 35.68 مليار                     | 84.06 مليار                                                 |
| الناتج المحلي الإجمالي الاسمي للفرد دولار أمريكي          | 3.79 ألف                        | 14.15 ألف                                                   |
| الناتج المحلي الإجمالي للفرد دولار أمريكي                 |                                 | 27.69 ألف                                                   |
| مؤشر التنمية البشرية                                      | 0.754                           | 0.839                                                       |
| رمز المكالمات الدولي                                      | +995                            | +370                                                        |
| رمز الإنترنت                                              | .ge، .გე ‏                       | .lt                                                         |
| المنطقة الزمنية                                           | ت ع م+04:00                     | ت ع م+02:00، ت ع م+03:00، أوروبا/فيلنيوس ‏، توقيت شرق أوروبا |

## مدن متوأمة
في ما يلي قائمة باتفاقيات التوأمة بين مدن جورجية وليتوانية:
- ترتبط زيستابوني مع توراج باتفاقية توأمة.
- ترتبط روستاوي مع آكميني باتفاقية توأمة منذ 12 فبراير 2011.[16][17][17][16]
- ترتبط تبليسي مع فيلنيوس باتفاقية توأمة منذ 1975.
- ترتبط محمية المدينة ومتحف متسخيتا مع تراكي باتفاقية توأمة منذ 2014.[18]

## منظمات دولية مشتركة
يشترك البلدان في عضوية مجموعة من المنظمات الدولية، منها:
| علم المنظمة | اسم المنظمة                             | تاريخ انضمام جورجيا | تاريخ انضمام ليتوانيا |
| ----------- | --------------------------------------- | ------------------- | --------------------- |
|             | اتفاقية السماوات المفتوحة               | ?                   | ?                     |
|             | يونسكو                                  | 7 أكتوبر 1992       | 7 أكتوبر 1991         |
|             | مؤسسة التمويل الدولية                   | 29 يونيو 1995       | 15 يناير 1993         |
|             | مجلس أوروبا                             | 27 أبريل 1999       | ?                     |
|             | مؤسسة التنمية الدولية                   | 31 أغسطس 1993       | 23 سبتمبر 2011        |
|             | منظمة التجارة العالمية                  | 14 يونيو 2000       | ?                     |
|             | منظمة الأمن والتعاون في أوروبا          | 24 مارس 1992        | 10 سبتمبر 1991        |
|             | المنظمة الأوروبية لسلامة الملاحة الجوية | 2012                | 2006                  |
|             | الاتحاد البريدي العالمي                 | ?                   | ?                     |
|             | الاتحاد الدولي للاتصالات                | 7 يناير 1993        | 1 يوليو 1923          |
|             | الأمم المتحدة                           | 31 يوليو 1992       | 17 سبتمبر 1991        |
|             | البنك الدولي للإنشاء والتعمير           | 7 أغسطس 1992        | 6 يوليو 1992          |

## وصلات خارجية
- موقع وزارة الخارجية الجورجية
- موقع وزارة الخارجية الليتوانية